# 梧桐亚科
梧桐亞科（學名：Sterculioideae），又名碧梧桐亞科，是锦葵目錦葵科的一個亞科，包括有常綠樹跟落葉喬木和灌木。
本亞科是APG 分类法和修订后的APG II 分类法中的一個分類元，包括在原來的梧桐科中但不屬於刺果藤属、非洲芙蓉属、山芝麻属的所有其他植物。在傳統分類中，梧桐科原是锦葵目的一科。
根據一份2006年的分子生物學研究報告，梧桐亞科是一個單系群的可能非常高，主要有四個支族，但支族間的關係仍然未清楚。

## 分類

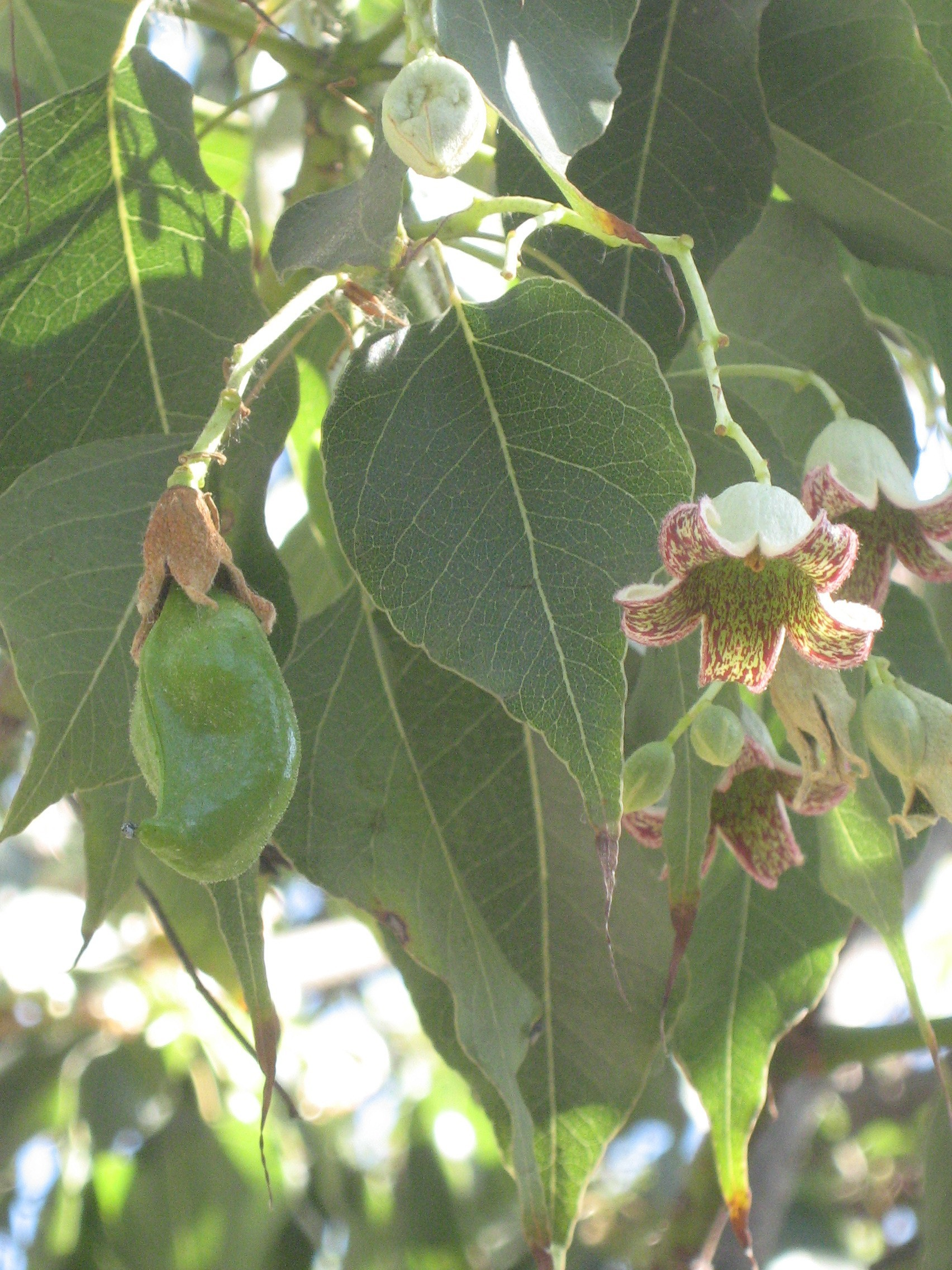
瓶干树属（Brachychiton）是南太平洋的物種

梧桐亞科生長於全熱帶，下領12屬、430種，大致可以分為以下的四個分類群：
- 可樂果分類群 Cola
  - 可樂果屬（Cola Schott & Endl.）：非洲
  - Octolobus - 非洲
  - 翅苹婆属（Pterygota Schott & Endl.）：非洲、南美洲及東南亞
  - Hildegardia
  - 梧桐屬（Firmiana Marsili）：包括梧桐。
  - Scaphium
  - Pterocymbium
- 銀葉樹群
  - 銀葉樹屬（Heritiera Aiton）
- 蘋婆群
  - 蘋婆屬（Sterculia）：非洲及亞洲
- 瓶干树群：澳大利亞及新喀里多尼亞的物種
  - 瓶干树属 Brachychiton Schott & Endl.
  - Acropogon
  - Argyrodendron
  - Franciscodendron

### 种系发生学
在傳統的克朗奎斯特分類系統裡，錦葵目被分為梧桐科（Sterculiaceae）、錦葵科（Malvaceae）、木棉科（Bombacaceae）, 椴樹科（Tiliaceae）四個科。然而，根據分子遗传学的研究結果，APG分类法将其合并为錦葵科一科。
現時，梧桐亞科所屬的錦葵科與同科另外八個亞科的系統分類关系如下（鑽石形♦表示關連度少於80%）：

|  | 刺果藤亚科 Byttnerioideae: 26属650种，分布于泛热带，主要于南美洲 |
|  |                                                                  |
|  | 扁担杆亚科 Grewioideae：25屬770種，分布于全熱帶                  |
|  |                                                                  |

|   | 梧桐亚科 Sterculioideae：12屬430種，分布于全熱帶                                                                                          |
|   | |
|   | 椴树亚科 Tilioideae: 3属50种，分布于北半球温带地区及中美洲                                                                                |
|   | |
|   | 非洲芙蓉亚科 Dombeyoideae: 约20属380种，分布于古热带界，主要于马达加斯加及马斯克林群岛                                                    |
|   | |
|   | 杯萼亚科 Brownlowioideae: 8属约70种，主要分布于古热带界                                                                                   |
|   | |
|   | 山芝麻亚科 Helicteroideae: 8至12属、10至90种，分布于热带，主要于东南亚                                                                    |
|   | |
| ♦ | \| \| 锦葵亚科 Malvoideae：78屬1,670種，溫帶到熱帶 \| \| \| \| \| \| 木棉亚科 Bombacoideae：12屬120種，熱帶，特別是非洲及美洲 \| \| \| \| |
|   | \| \| 锦葵亚科 Malvoideae：78屬1,670種，溫帶到熱帶 \| \| \| \| \| \| 木棉亚科 Bombacoideae：12屬120種，熱帶，特別是非洲及美洲 \| \| \| \| |
|   | 锦葵亚科 Malvoideae：78屬1,670種，溫帶到熱帶                                                                                              |
|   | |
|   | 木棉亚科 Bombacoideae：12屬120種，熱帶，特別是非洲及美洲                                                                                  |
|   | |

|  | 锦葵亚科 Malvoideae：78屬1,670種，溫帶到熱帶             |
|  |                                                          |
|  | 木棉亚科 Bombacoideae：12屬120種，熱帶，特別是非洲及美洲 |
|  |                                                          |

|  | 刺果藤亚科 Byttnerioideae: 26属650种，分布于泛热带，主要于南美洲 |
|  |                                                                  |
|  | 扁担杆亚科 Grewioideae：25屬770種，分布于全熱帶                  |
|  |                                                                  |

|   | 梧桐亚科 Sterculioideae：12屬430種，分布于全熱帶                                                                                          |
|   | |
|   | 椴树亚科 Tilioideae: 3属50种，分布于北半球温带地区及中美洲                                                                                |
|   | |
|   | 非洲芙蓉亚科 Dombeyoideae: 约20属380种，分布于古热带界，主要于马达加斯加及马斯克林群岛                                                    |
|   | |
|   | 杯萼亚科 Brownlowioideae: 8属约70种，主要分布于古热带界                                                                                   |
|   | |
|   | 山芝麻亚科 Helicteroideae: 8至12属、10至90种，分布于热带，主要于东南亚                                                                    |
|   | |
| ♦ | \| \| 锦葵亚科 Malvoideae：78屬1,670種，溫帶到熱帶 \| \| \| \| \| \| 木棉亚科 Bombacoideae：12屬120種，熱帶，特別是非洲及美洲 \| \| \| \| |
|   | \| \| 锦葵亚科 Malvoideae：78屬1,670種，溫帶到熱帶 \| \| \| \| \| \| 木棉亚科 Bombacoideae：12屬120種，熱帶，特別是非洲及美洲 \| \| \| \| |
|   | 锦葵亚科 Malvoideae：78屬1,670種，溫帶到熱帶                                                                                              |
|   | |
|   | 木棉亚科 Bombacoideae：12屬120種，熱帶，特別是非洲及美洲                                                                                  |
|   | |

|  | 锦葵亚科 Malvoideae：78屬1,670種，溫帶到熱帶             |
|  |                                                          |
|  | 木棉亚科 Bombacoideae：12屬120種，熱帶，特別是非洲及美洲 |
|  |                                                          |

## 外部連結
- 錦葵科 Malvaceae（页面存档备份，存于） 藥用植物圖像數據庫 (香港浸會大學中醫藥學院)